# Helmut Hamann
Helmut Hamann (* 31. August 1912 in Berlin; † 22. Juni 1941 bei Siedliszcze, Polen) war ein deutscher Leichtathlet, der bei den Olympischen Spielen 1936 in Berlin eine Bronzemedaille gewann, und zwar mit der deutschen 4-mal-400-Meter-Staffel (mit Friedrich von Stülpnagel, Harry Voigt und Rudolf Harbig). Helmut Hamann trat als Startläufer an.
Bei den Europameisterschaften 1934 in Turin gewann er den Titel im 4-mal-400-Meter-Staffellauf (zusammen mit Hans Scheele, Harry Voigt und Adolf Metzner/Helmut Hamann als Startläufer).
Er startete für den SV Weißblau-Allianz Berlin. In seiner aktiven Zeit war Hamann 1,75 m groß und 62 kg schwer. Helmut Hamann fiel während des Zweiten Weltkrieges als Schütze und liegt auf dem Ehrenfriedhof Włodawa in Polen (Einzelgrab 794) begraben.